# Tetraponera angusta
Tetraponera angusta is een mierensoort uit de onderfamilie van de Pseudomyrmecinae. De wetenschappelijke naam van de soort is voor het eerst geldig gepubliceerd in 1949 door Arnold.